# Угон самолёта Як-40 (1973)
В пятницу 2 ноября 1973 года группой из четырёх человек был захвачен самолёт Як-40 авиакомпании Аэрофлот, который выполнял пассажирский рейс из Москвы в Брянск. По требованию захватчиков экипаж вернулся в Москву и произвёл посадку в аэропорту Внуково, где угонщики потребовали выкуп за самолёт и обеспечение вылета в Швецию. Через несколько часов в результате штурма самолёт был освобождён. Первый известный случай штурма захваченного самолёта на территории СССР.

## Самолёт
Як-40К с заводским номером 9120618 и серийным 18-06 был выпущен Саратовским авиационным заводом ориентировочно в июле 1971 года и передан Министерству гражданской авиации. Там ему присвоили бортовой номер CCCP-87607 и к 23 июля направили в Управление Гражданской Авиации Центральных районов, ориентировочно в Быковский объединённый авиаотряд (исходя из обозначения рейса).

## Экипаж
- Командир воздушного судна — Иван Кашин
- Второй пилот — Станислав Талпекин
- Бортмеханик — Николай Никитин

## Хронология событий
Борт 87607 выполнял внутренний пассажирский рейс Ф-19 из Москвы в Брянск. В 10:45 с 28 пассажирами и 3 членами экипажа на борту рейс 19 вылетел из аэропорта Быково. Расчётная продолжительность полёта составляла 50 минут. Но примерно за 10 минут до посадки группа из четырёх мужчин (Виктор Романов, Владимир Жалнин, Пётр Бондарев, Александр Никифоров) достала из багажного отделения ружья и обрезы, после чего взяла пассажиров «на мушку», а также попыталась проникнуть в кабину пилотов. По просьбе командира ВС в салон на шум вышел бортмеханик Никитин. Он сразу оценил обстановку, успел крикнуть в кабину о нападении, а затем захлопнул дверь, оставшись при этом в салоне. Никитин попытался обезвредить Романова, но был ранен Жалниным. Один из пассажиров Владимир Гапоненко попытался обезвредить Бондарева, но из-за качки самолёта потерял равновесие, после чего также был ранен.
Командир передал на землю сигнал бедствия, но в Брянске сначала решили, что сигнал ложный. Тем временем на борту угонщики сломали замок, проникли в кабину и приказали экипажу возвращаться в Москву. На подходе к Москве по требованию захватчиков экипаж передал, что угонщики требуют выкуп в $1,5 млн, обещая взамен сохранить жизнь заложникам и дать информацию о других группах, собирающихся угнать самолёты. На то время ещё не было чётких указаний на случай угона самолёта, но рейс 19 было решено не сбивать. Несмотря на сложные погодные условия, самолёт сел во аэропорту Внуково. Туда же вскоре прибыли Юрий Андропов (председатель КГБ) и Николай Щёлоков (министр внутренних дел), которые на месте приняли руководство операцией по освобождению заложников.
Во Внуково с самолёта отпустили двух раненых (Никитина и Гапоненко). Преступники выдвинули условия: в обмен на дозаправку и половину выкупа они отпускают половину пассажиров. Самолёт должен был вылететь в Ленинград, где после получения второй половины выкупа и очередной дозаправки угонщики планировали отпустить оставшихся пассажиров, а сами направились бы в Швецию.
Было решено захваченный самолёт из аэропорта не выпускать и предпринять штурм. Штурмовая группа была собрана из милиционеров-добровольцев: Михаил Ляхманов, Валентин Раков, Александр Мушкарин, Николай Капустин и Александр Попрядухин. Группа захвата тайно прокралась к самолёту и затаилась под ним у передней стойки шасси. Через несколько часов ожидания преступникам было сообщено о готовности к передаче денег. Поначалу чемодан с деньгами (вместо денег использовали муляж) должен был нести сотрудник КГБ, но в последний момент тот отказался, поэтому чемодан понёс сотрудник транспортной милиции.
Узнав о передаче денег, а также услышав движение под самолётом, бандиты решили, что выкуп уже доставлен. Александр Никифоров открыл переднюю дверь. Но как только дверь приоткрылась, старший лейтенант Валентин Раков тут же прижал её багром в открытом положении. Владимир Жалнин стал стрелять в милиционеров, те открыли ответный огонь, угонщик Никифоров был тяжело ранен, выпал на лётное поле и позже умер в больнице. К самолёту подъехал бронетранспортёр, выпустивший по лайнеру очередь из пулемёта. В общей сложности самолёт получил около 90 пулевых попаданий. Группа захвата применила слезоточивый газ, но дымовая шашка застряла между сидениями, вызвав возгорание обивки. Из-за задымления пассажиров охватила паника, и они стали выбираться из самолёта. Вместе с пассажирами на лётное поле выскочили и Бондарев с Жалниным. Увидев, что план по захвату самолёта провалился, Романов застрелился. В результате штурма были ранены два пассажира, но никто из заложников не погиб.

## Последствия
За угон самолёта советский суд приговорил несовершеннолетнего (на момент преступления ему было 16 лет)  Владимира Жалнина к 10 годам лишения свободы с отбыванием срока в колонии — максимальная мера наказания для несовершеннолетних в то время. В заключении он подвергался постоянным унижениям, а после освобождения умер. Пётр Бондарев не без помощи родителей был признан невменяемым и отправлен на лечение в психиатрическую больницу, где пробыл всего 6 месяцев. Умер в 2004 году в Москве.
За проявленное мужество 19 декабря 1973 года на торжественной церемонии в Москве милиционер Александр Попрядухин и командир самолёта Иван Кашин получили звания Герой Советского Союза.
Борт 87607 был восстановлен и продолжил эксплуатироваться. В 1987 году был передан Министерству общего машиностроения и направлен в ЦНИИМАШ. Дальнейшая судьба самолёта неизвестна.
После попытки угона рейса 19 в советских аэропортах был ужесточён досмотр пассажиров, а угон самолёта выделен в отдельное преступление. Также были созданы специальные подразделения для борьбы с терроризмом.